# Зон (село)
Зон — село в Сюмсинском районе Удмуртской республики.

## География
Находится в западной части Удмуртии на расстоянии приблизительно 15 км на запад-северо-запад по прямой от районного центра села Сюмси.

## История
Известно с 1717 года как деревня Зон Шудья с 26 дворами, в 1802 — 28 дворов, в 1873 — 25, в 1893 — 41, в 1905 — 45, в 1926 — 77. Стало селом в 1761 году в связи с постройкой деревянной Сретенской церкви, в 1831 году церковь сгорела, в 1858 году была построена новая Богоявленская церковь (закрыта в 1931 году). До 2021 года входило в состав Орловского сельского поселения.

## Население
Постоянное население составляло: 116 человек (1717), 89 душ мужского пола (1747), 189 человек (1764), 63 души мужского пола (1802), 160 (1873), 249 (1893), в том числе русские 70 и удмурты 179, 345(1905), 426 (1926), в том числе удмурты 293, 262 в 2002 году (удмурты 79 %), 199 в 2012.